# Штейн, Александр Петрович
Алекса́ндр Петро́вич Штейн (15 (28) сентября 1906, Самарканд, Российская империя — 5 октября 1993, Москва, Россия) — русский советский писатель, драматург, сценарист; заслуженный деятель искусств РСФСР (1987), лауреат двух Сталинских премий (1949, 1951).

## Биография
Родился в Самарканде (ныне Узбекистан) в семье служащего. В 1920—1923 годах работал в газете «Правда Востока», в 1924—1929 годах — в газете «Ленинградская правда». Учился в Ленинградском университете на факультете языка и материальной культуры (1928—1930). В 1930—1939 годах работал редактором журнала «Рабочий и театр» и заместителем редактора газеты «Литературный Ленинград». Главный редактор журнала «Искусство и жизнь» (1935—1940). Член ВКП(б) с 1930 года.
В 1941—1946 годах служил офицером на Балтийском флоте. Был редактором газеты линкора «Октябрьская революция», корреспондентом и начальником отдела культуры газеты «Красный флот». Член СП СССР с 1934 года.
Литературной деятельностью занимался с 1929 года, когда в соавторстве с братьями Тур и Я. Горевым появились его первые пьесы. В пьесу «Пролог» (1939) Штейн первоначально вставил сцену с участием Сталина, но при переработке в 1955 убрал её. Пьеса «Закон чести» (1948) разоблачает космополитизм в академической среде. Пьеса «Между ливнями» (1964) подверглась критике в «Правде» за то, что Ленин в ней изображён авторитарным руководителем.
Написал также ряд очерков, статей и рецензий. Член редколлегии журнала «Театр» с 1957 года.
Умер 5 октября 1993 года. Похоронен в Москве на Ваганьковском кладбище.

## Семья
- Жена — Людмила Яковлевна Путиевская (1912—1994), художница кино («Соловей», 1937; «Медведь», 1938; «Человек в футляре», 1939)[3][4].
  - Сын — Пётр Александрович Штейн, театральный режиссёр.
    - Внучка — Люся Штейн (род. 1996),  муниципальный депутат Басманного района (2017—2022).

  - Падчерица — Татьяна Семёновна Путиевская (1935—2015), врач-рентгенолог, кандидат медицинских наук (1974), жена актёра Игоря Кваши[5][6].
- Брат — Самуил Петрович Штейн (1902—1942, погиб).
  - Племянник — Борис Самуилович Штейн, писатель[7].

## Произведения

### Литературное творчество

#### Пьесы
- «Нефть», «Утопия» (совместно с Братьями Тур и Я. Горевым) (1929 ?)
- «Талант» (1936)
- «Весна двадцать первого» (1939)
- «Закон чести» (1947)
- «Вдовец», «Флаг адмирала» (1950)
- «Персональное дело» (1954)
- «Гостиница „Астория“» (1956)
- «Океан»[8] (1961)
- «Между ливнями» (1964); спектакль Ташкентского русского драматического театра (1970), реж. А. Смеляков, худ. М. Новиковский, в ролях: М. Мансуров (Ленин), П. Дроздов (комиссар Позднышев), В. Леонов (матрос Расколупа), Ю. Рубан (матрос Гуща), Ю. Багдасаров (журналист Красный набат), Т. Соловьёва (Тата Нерадова), В. Русинов (царский офицер Рилькен), Н. Хачатуров (генерал Козловский)[9].
- «Аплодисменты» (1967)
- «Жил-был я» (1977)
- «Черный гардемарин» (1980)

#### Литературно-биографические драмы
- «У времени в плену» («Художник и революция») (1970); спектакль театра Сатиры[10] (1970), реж. В. Плучек, худ. В. Левенталь.
- «Версия» (1976)

### Драматургия
- Утопия: Пьеса. Л., 1931
- Карта Гудеяри: Пьеса. М., 1932. В соавторстве с Я. Л. Горевым
- Талант: Пьеса. Л., 1936
- Весна двадцать первого: Пьеса. Л.; М., 1940
- Бастион на Балтике: Киносценарий. М., 1943
- Крестовый остров: «Добро пожаловать»: Комедия. М., 1943
- Подводная лодка Т-9: Киносценарий. М., 1945
- Святая ложь: Традиционная комедия-шутка с путаницей, переодеванием и счастливым концом. М., 1945
- Закон чести: Пьеса. М.; Л., 1948
- Честь: Пьеса. М., 1948
- Суд чести: Литературный сценарий. М., 1949 (Библиотека кинодраматурга)
- Киносценарии. М., 1950
- Флаг адмирала: Историческая драма. М., 1950
- Пьесы. М., 1951
- Адмирал Ушаков: Киносценарий. М., 1952 (Библиотека кинодраматурга)
- Пьесы. М., 1953
- Персональное дело: Пьеса. М., 1954
- Пролог: Пьеса. М., 1955
- Пьесы. М., 1956
- Гостиница «Астория»: Драма. М., 1957
- Весенние скрипки: Комедия. М., 1959
- Океан: Драматическая повесть. М., 1960
- Пьесы. М., 1962
- Драмы. М., 1966
- Аплодисменты: Пьеса. М., 1967
- Последний парад: Комедия, почти водевиль. М., 1968
- У времени в плену: Фантазии на темы Всеволода Вишневского. М., 1969
- Итальянская трагедия: Пьеса. М., 1970
- Поющие пески: Пьеса. М., 1972
- Пьесы. М., 1972
- Ночью без звезд: Романтическая драма. М., 1973
- Версия: Фантазия на темы Александра Блока. М., 1976
- Океан; Флаг адмирала; Пролог; Между ливнями; Персональное дело; Аплодисменты; Ночью без звезд; Гостиница «Астория». М., 1976
- Жил-был я: (Под небом юности): Романтическое представление. М., 1977
- Квадратик неба синего: Диалоги в письмах. М., 1978
- Пьесы: В 2 т. М., 1978
- Чёрный гардемарин: Семейная история. М., 1980
- Потоп-82: Фантазии на темы Хеннинга Бергера. М., 1982
- Он и она: Пьеса. М., 1984
- Шаровая молния // «Современная драматургия», 1989, № 3

### Проза
- Бастион: Рассказы. М., 1942 (Библиотека красноармейца)
- Повесть о том, как возникают сюжеты. М., 1965
- Второй антракт. М., 1976
- Небо в алмазах: Документальная проза. М., 1976
- Наедине со зрителем. М., 1982
- Непридуманное… М.: Современник, 1985. 415 с. («О времени и о себе»).
- И не только о нём… Повесть. М.: Советский писатель. 1990. — 240 с., 100 000 экз.

### Публицистика
- Выстрел на Скороходе: Быковщина и её уроки. Л. : Прибой, 1929. — 107 с. В соавт. с В. Н. Аристовым-Литваком.

## Фильмография
- 1938 — Балтийцы (c А. Т. Зеновиным)
- 1943 — Подводная лодка Т-9 (с И. М. Зельцером)
- 1944 — Морской батальон
- 1948 — Суд чести
- 1953 — Адмирал Ушаков
- 1953 — Корабли штурмуют бастионы
- 1956 — Пролог
- 1959 — Спасённое поколение
- 1973 — Океан

## Награды и премии
- Сталинская премия второй степени (1949) — за сценарий фильма «Суд чести»[11]
- Сталинская премия третьей степени (1951) — за пьесу «Флаг адмирала»
- орден Отечественной войны 2-й степени (11.03.1985)
- два ордена Трудового Красного Знамени (в том числе 20.09.1956)
- орден Дружбы народов (16.11.1984)
- орден Красной Звезды (14.06.1942)
- орден «Знак Почёта» (14.09.1976)
- медали
- Заслуженный деятель искусств РСФСР (31 июля 1987 года) — за заслуги в области советского театрального искусства[12]